# 妇道 (电视剧)
《妇道》（英語：Rose in the Wind）（又名：《铁娘子》），2014年中国大陆播出的民初剧，导演李云亮，主演黄曼、靳东、陈昭荣、周奇奇、李天柱、姚卓君、国佳杉、丁字玲，2013年11月杀青，2014年7月2日湖南电视剧频道改名為《董少爷和白小姐》首播，广东珠江频道(粤语)7月25日至8月14日播放。同年11月18日在河南卫视、河北卫视、厦门卫视上星。2015年4月27日台灣 MOD EYE TV戲劇播出，海外方面，GEM於2015年12月2日首播（不包括越南）。至于马来西亚，此电视剧已于2019年6月3日起，每周一至周五中午12：00通过NTV7播出。

## 剧情
中华民国初年，名门女子白雨禾（黃曼 飾）历经丈夫遇难、亲人背叛、小人陷害的种种困境，最终走出自己的励志之路。

## 演出
| 演员   | 角色              |
| 黄曼   | 白雨禾 （董白氏） |
| 靳东   | 周永嘉            |
| 陳昭榮 | 董紹華 劉惠唐     |
| 周奇奇 | 单以真            |
| 李天柱 | 单福全            |
| 郭家豪 | 白国勇            |
| 姚卓君 | 白国智            |
| 丁子玲 | 依云              |

## 電視原聲
| 曲序 | 曲目                     |        | 作曲 | 演唱   |
| ---- | ------------------------ | ------ | ---- | ------ |
| 1.   | 愛走不出的地方（片頭曲） | 周振霆 | 王鋼 | 姚斯婷 |
| 2.   | 緣來如此（片尾曲）       | 周振霆 | 王鋼 | 姚斯婷 |